# سراپرده
سراپرده، روستایی کوهستانی با آب و هوای معتدل و طبیعتی زیبا در منطقه خوش آب و هوای دهستان سربنان از توابع بخش مرکزی شهرستان زرند در استان کرمان در مرکز ایران است. درخت چنار کهنسال سراپرده از جمله دیدنی‌ترین نقاط این روستا است که ریش سفیدان روستا معتقدند در زمان زرتشت کاشته شده‌است و حدود ۱۵۰۰ سال سن دارد.

## جمعیت
این روستا در دهستان سربنان قرار دارد و براساس سرشماری مرکز آمار ایران در سال ۱۳۸۵، جمعیت آن ۴۶ نفر (۱۵خانوار) بوده‌است.